# Chiesa di Orsanmichele
La chiesa di Orsanmichele, detta anticamente anche chiesa di San Michele in Orto, è un edificio storico del centro di Firenze, situato da via Calzaiuoli, via Orsanmichele, via dell'Arte della Lana e via dei Lamberti. Originariamente era una loggia costruita per lo stoccaggio e il mercato delle granaglie, in seguito trasformata in chiesa delle Arti, le antiche corporazioni fiorentine. Oggi ai piani superiori ospita un museo con gli originali del ciclo scultoreo delle sue nicchie esterne (sostituite all'esterno da copie), realizzato da alcuni dei più importanti maestri del Rinascimento fiorentino.

## Storia

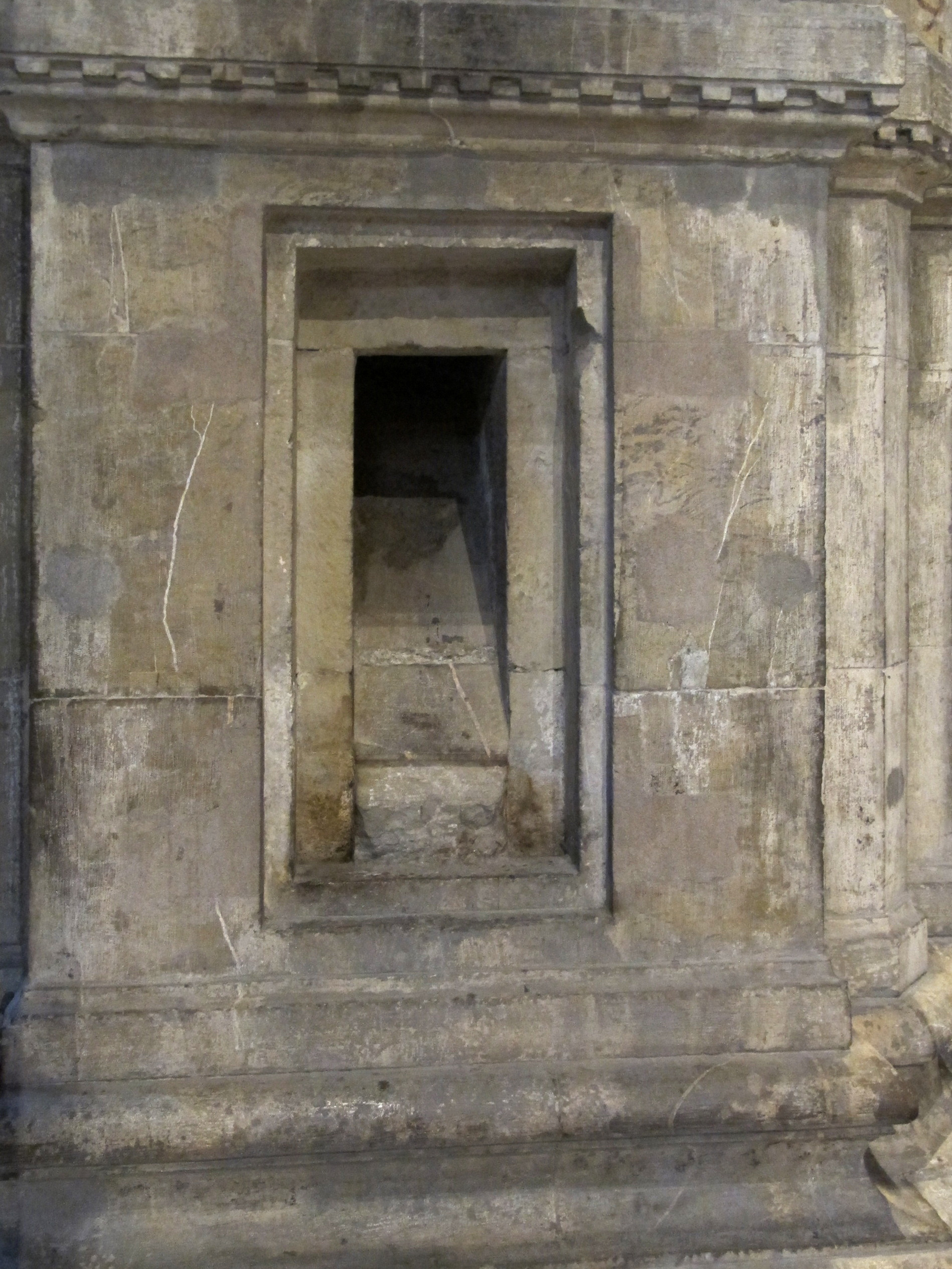
Buca per le granaglie, in un pilastro

### Origini
Sul luogo esisteva un monastero femminile con vasti terreni ad orto, nel quale un primitivo oratorio fu sostituito intorno alla metà dell'VIII secolo dalla piccola chiesa dedicata a san Michele Arcangelo, chiamata San Michele in Orto, da cui derivò il nome di "orto di San Michele" e quindi "Orsanmichele".
La chiesa fu demolita intorno al 1240 per far posto al mercato delle granaglie, quale ampliamento del vicino Mercato Vecchio. Più tardi, verso il 1284-1290, venne deciso di costruire un edificio più consono, che garantisse lo stoccaggio, ma anche uno spazio coperto per le contrattazioni, nel progetto urbanistico che mirava alla creazione di logge pubbliche e private, tali da segnare le vie con spazi analoghi alle piazze, per invitare alla sosta ed ai contatti sociali. Questa prima loggia venne eretta ad opera forse di Arnolfo di Cambio, architetto responsabile dei principali cantieri cittadini in quegli anni. Su uno dei pilastri si doveva trovare un dipinto, forse ad affresco, di una Madonna del Popolo, ritenuta miracolosa e oggetto di fervidissima devozione popolare: è possibile che l'immagine esistesse da ben prima l'erezione della loggia, perché  fin dai tempi di san Pietro Martire è ricordata la nascita di una confraternita che si occupava del culto e della gestione delle donazioni e delle elargizioni ex voto per questa immagine, la compagnia dei Laudesi. Il dipinto poteva quindi o provenire dall'antico monastero o da un altro edificio preesistente, oppure essere stato qui ridipinto in continuità con un'immagine più antica. 
In ogni caso il 10 luglio 1304 la loggia fu gravemente danneggiata da un incendio, che distrusse anche quella venerata immagine.

### Chiesa delle corporazioni
(Giovanni Villani, Nuova Cronica, XII 67)

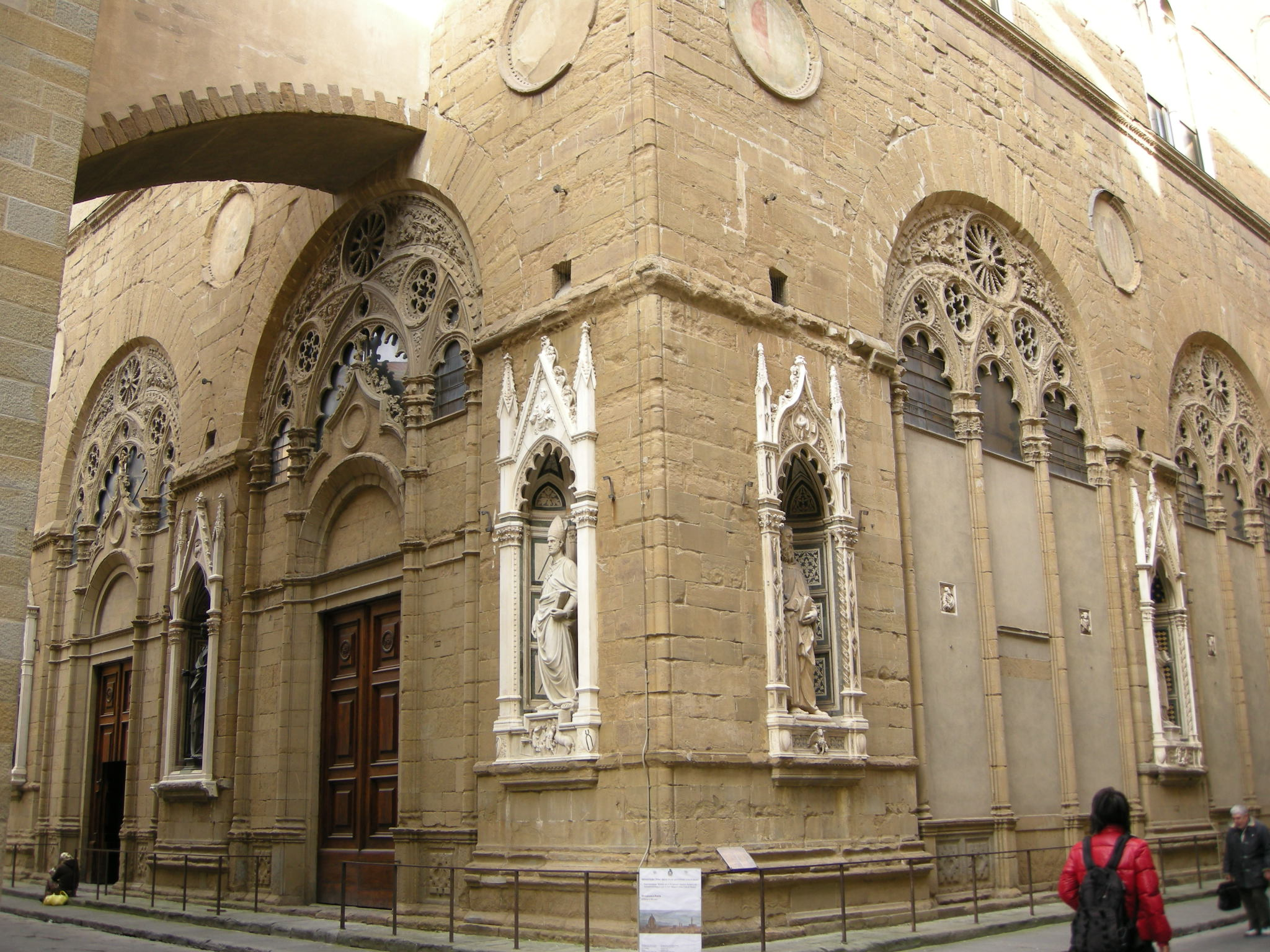
Le trifore e le nicchie del pian terreno

Una nuova loggia venne ricostruita, seppure a trent'anni di distanza, su progetto di Simone Talenti, Neri di Fioravante e Benci di Cione Dami, con posa della prima pietra il 29 luglio 1337. Nella sua redazione primitiva la fabbrica, a pianta rettangolare ed a tre piani, presentava al terreno una loggia aperta, destinata al mercato del grano e contenente l'immagine della Madonna delle Grazie, dipinta da Bernardo Daddi nel 1347 in sostituzione della precedente. Nel frattempo, il 26 luglio 1343, giorno di sant'Anna, venne cacciato con una sollevazione popolare il dispotico Duca d'Atene Gualtieri VI di Brienne, decidendo di omaggiare la santa con un altare sotto la loggia. Il ruolo assunto dalle Arti nella cacciata del tiranno, fece sì che da allora ogni 26 giugno la chiesa venisse addobbata delle bandiere delle Arti, iniziando a diventare un luogo carico di significati simbolici per queste corporazioni. 
Interrotti i lavori a seguito della grave crisi economica legata alla peste del 1348, questi furono ripresi e, tra il 1360 ed il 1366, si superò la cornice del parapetto del primo piano. Nello stesso tempo fu presa la decisione di tamponare le arcate perimetrali della loggia, mantenendo la struttura delle grandi trifore, e di allontanare il mercato per destinare questo spazio a chiesa, funzione rimasta fino ai nostri giorni. Nel 1359 l'Orcagna firmava il tabernacolo marmoreo per l'immagine mariana all'interno. Nel 1380 resta la notizia di una fornitura di marmo bianco di Carrara per le bifore ai piani superiori. Nel 1386 il legnaiolo Bartolo di Dino è incaricato di provvedere alle capriate per la copertura della fabbrica. In quell'occasione Franco Sacchetti fece rispolverare una serie di formelle con figure di mezzi apostoli della scuola di Giovanni Pisano (di Giovanni di Balduccio) e porre in posizione d'onore nelle arcate tamponate. La conclusione dei lavori fino al coronamento a beccatelli è da datarsi tra il 1404 e il 1406. 
Nel frattempo, dal 1339, l'Arte della Seta aveva chiesto al Comune il permesso per eseguire una serie di tabernacoli con le statue dei santi protettori delle Arti, cosa che venne accolta solo nel 1404, nonostante alcune corporazioni avessero già fatto approntare alcune statue. Venne allora stabilito quali arti potessero disporre di uno dei quattordici tabernacoli, la cui decorazione sarebbe dovuta avvenire entro dieci anni, pena la perdita del diritto a favore di un'altra Arte. In realtà i tempi furono spesso più lunghi. Ne nacque gradualmente uno straordinario ciclo scultoreo dei più grandi artisti fiorentini dal Quattrocento in poi (Ghiberti, Nanni di Banco, Donatello, Brunelleschi, Verrocchio e altri), che composero uno straordinario compendio del passaggio dalle forme tardogotiche a quelle pienamente rinascimentali.

### I secoli successivi
Nel 1569 il granduca Cosimo I insediò ai piani superiori, che mai erano stati usati per lo stoccaggio delle granaglie per i quali erano stati costruiti, l'Archivio dei Contratti e dei Testamenti, affidando l'adattamento dei saloni al Buontalenti. In quell'occasione l'architetto granducale fece anche il pontile ad arco che congiungeva il primo piano dell'edificio con una scalinata appositamente costruita nell'edificio accanto al palazzo dell'Arte della Lana, con ingresso su Calimala, essendo la stretta scala a chiocciola nel pilone d'angolo nord-orientale di Orsanmichele troppo esigua. Oggi ne resta il cavalcavia e il portale su Calimala, mentre lo scalone è stato demolito in favore di un altro dentro l'ingrandito palazzo dell'Arte della Lana, a inizio del Novecento.
Tra Sette e Ottocento le statue di marmo vennero annerite da una patinatura scura che le voleva far assomigliare al bronzo, per renderle tutte omogenee. A questo processo non venne sottoposta la Madonna della Rosa, che dal 1628 si trovava nell'interno della chiesa. 

### I restauri

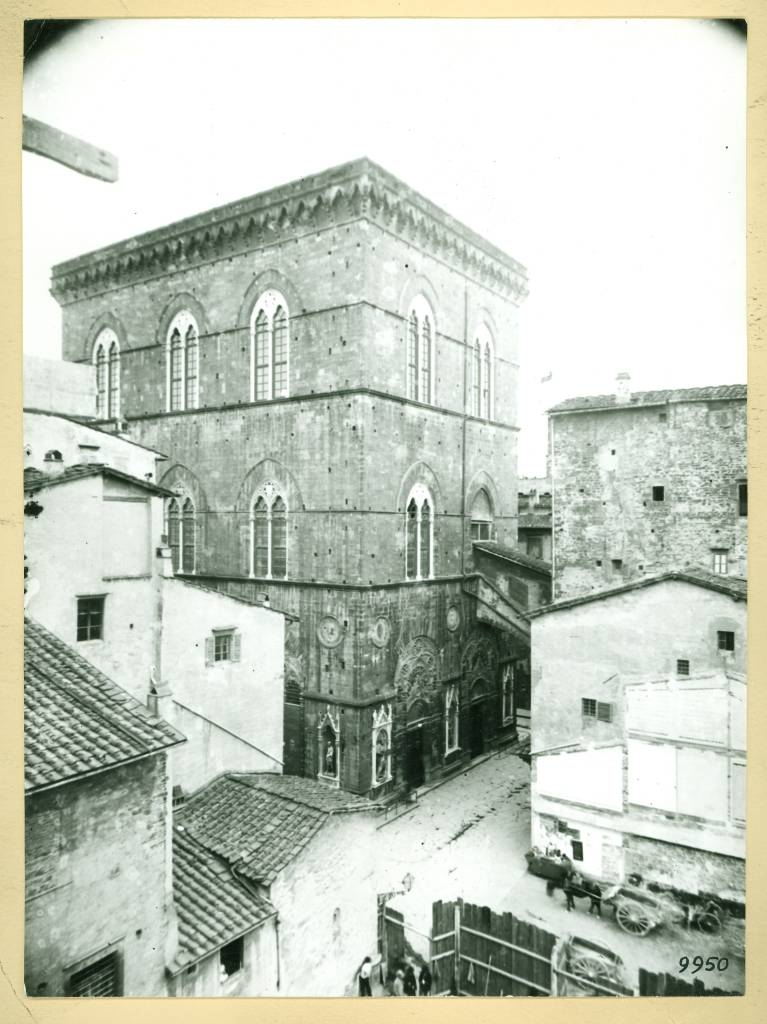
Veduta di Orsanmichele da un edificio di Mercato Vecchio, dopo alcune prime demolizioni ma prima della ristrutturazione del palazzo dell'Arte della Lana

Orsanmichele nel 1941, in previsione degli eventi bellici

Oltremodo complesse e tormentate anche le vicende legate alla conservazione della grande fabbrica. Tra il 1834 ed il 1839 l'architetto Giuseppe Martelli  diresse dei lavori di restauro alle coperture e di revisione delle facciate: nel 1844, per il perdurare dei problemi statici, vennero innalzati al secondo piano, su progetto di Pasquale Poccianti, i due pilastri centrali a sostegno della copertura. Nel 1853 sono poi rinnovate tutte le decorazioni relative alle finestre bifore ed alla zona dell'attico. Nel 1883 si decise di trasferire altrove l'archivio, ed iniziare varie opere di restauro, guidate da Giuseppe Castellazzi e Luigi Del Moro, che videro la demolizione delle sovrastrutture interne al primo salone e, per sanare le lesioni che si erano aperte nelle volte a crociera, la creazione di un nuovo solaio. In piena epoca di "Risanamento" vennero scartati progetti più drastici, quali la riapertura dalla loggia al pian terreno o la demolizione dell'arco e del palazzo dell'Arte della Lana per isolare Orsanmichele nel contesto urbano. Nel 1891 si ha la prima musealizzazione di una statua di Orsanmichele, il San Giorgio che venne destinato al recentemente istituito Museo nazionale del Bargello, dove ancora oggi si trova con la formella alla base della nicchia. 
Nel 1941 Orsanmichele fu oggetto di particolari cure in previsione del conflitto aereo con la rimozione di una parte delle statue e la protezione con impalcature e sacchi di sabbia delle restanti. In quell'occasione la Soprintendenza commissionò una dettagliata campagna fotografica.
Attorno al 1960, visto il perdurare di una preoccupante situazione statica, si tornò ad aprire un complesso ed esemplare cantiere con la direzione della Soprintendenza ai Monumenti (architetto Guido Morozzi) e del Genio Civile (ingegnere Francesco Lardani), che interessò sia delle strutture statiche che dell'apparato decorativo e che chiuse nel 1967, vedendo anche la realizzazione di una moderna scala avvolta attorno a uno degli antichi pilastri tra il primo e il secondo piano. 
Nel 1984 si diede poi inizio ad un complesso lavoro di revisione dei paramenti lapidei esterni, facilitato nel 1986 dall'arrivo di un cospicuo finanziamento durante l'anno di "Firenze Capitale della cultura europea". Esso portò ad affrontare anche il problema della conservazione delle statue delle Arti, e alla decisione di allontanare le sculture dalla loro sede originaria per ricoverarle all'interno delle due grandi sale dello stesso monumento. L'allora Soprintendenza per i Beni Ambientali e Architettonici di Firenze (architetto Paola Grifoni e dottoressa Francesca Nannelli) programmò quindi il restauro di tutte le statue, in bronzo e in marmo, avendo come referente principale l'Opificio delle Pietre Dure e altri laboratori di restauro fiorentini, coinvolti anche grazie a provvidenziali sponsorizzazioni che si successero nel tempo e che consentirono di concludere l’impresa nell'anno 2005 e di inaugurare il nuovo Museo di Orsanmichele (sebbene non ancora terminato), nel giugno 1996, in occasione del vertice Europeo a Firenze. L'esigenza di non lasciare sguarniti i tabernacoli e di mantenere evidente il rapporto tra le statue e la struttura delle edicole, e tra queste e l'edificio, e tra questo e lo spazio urbano circostante, motiva poi la decisione di realizzare e collocare sui prospetti esterni una copia fedele di tutte le statue (l'ultima è stata il San Matteo, nel 2005).
Grazie alla sponsorizzazione e a un generoso lascito della Ross Family Charitable Foundation di New York, nel 2000 la chiesa ricevette un inatteso finanziamento che venne usato soprattutto per restaurare le statue, il gruppo dell'altare di Sant'Anna, gli affreschi e per creare le copie da porre all'esterno nelle nicchie e altre copie in gesso.
Il Museo e la chiesa sono visitabili il martedì e il sabato. Da tempo Orsanmichele è usata anche per concerti e nel 2006, dal punto di vista religioso, è diventata rettoria, riprendendo regolare servizio liturgico. Inoltre è sede per le celebrazioni liturgiche dell'Arciconfraternita di Parte Guelfa.

## Descrizione
Caratteristica di Orsanmichele è il trattamento raffinato e curatissimo delle superfici, a partire dalle grandi trifore gotiche decorate da fini trafori e da statuette collocate al livello della linea d'imposta degli archi. I piani superiori hanno un paramento liscio in pietraforte, sul quale si aprono grandi bifore marmoree, decorate, tra l'altro, da stemmi della Repubblica fiorentina e delle Arti. Il coronamento è composto da archetti trilobi poggianti su mensole. I pilastri tra le trifore ospitano le celebri nicchie con le statue dei santi patroni delle corporazioni di mestieri, con opere dei più importanti scultori fiorentini dell'epoca.
Si accede oggi all'interno da uno dei due portali su via dell'Arte della Lana, mentre l'ingresso dietro l'altare, su via de' Calzaiuoli, contiene un box dell'ufficio prenotazioni dei musei statali fiorentini. L'interno è a due navate, con due grandi pilastri quadrati al centro, che reggono, assieme ai semipilastri addossati alle pareti, le sei volte a crociera a tutto sesto, che sostengono i saloni superiori. Sulla porta dell'angolo nord-ovest si trova lo staio, antica unità di misura per le granaglie e la biada. L'arco della volta mostra l'apertura dove erano issati i sacchi, mentre i pilastri sul lato nord mostrano le bocche di scarico, dove esistevano dei canali per far scorrere il grano dal magazzino superiore.
Per accedere ai piani superiori esiste una ripida scala a chiocciola nel pilastro d'angolo nord-ovest oppure si può passare dall'edificio di fronte, il Palazzo dell'Arte della Lana, attraverso l'archetto che collega i due palazzi, formando uno scorcio pittoresco della città fra i più famosi, soprattutto grazie alle stampe ottocentesche su Firenze. 
Il portale sinistro su via dell'Arte della Lana ha ornati che sono opera di Niccolò di Pietro Lamberti, databili al 1410. Ai quattro spigoli esterni, in basso, si trovano dei motivi vegetali che simboleggiano le quattro stagioni: sterpi secchi per l'inverno, rami fioriti per la primavera, spighe di grano per l'estate e grappoli d'uva per l'autunno.

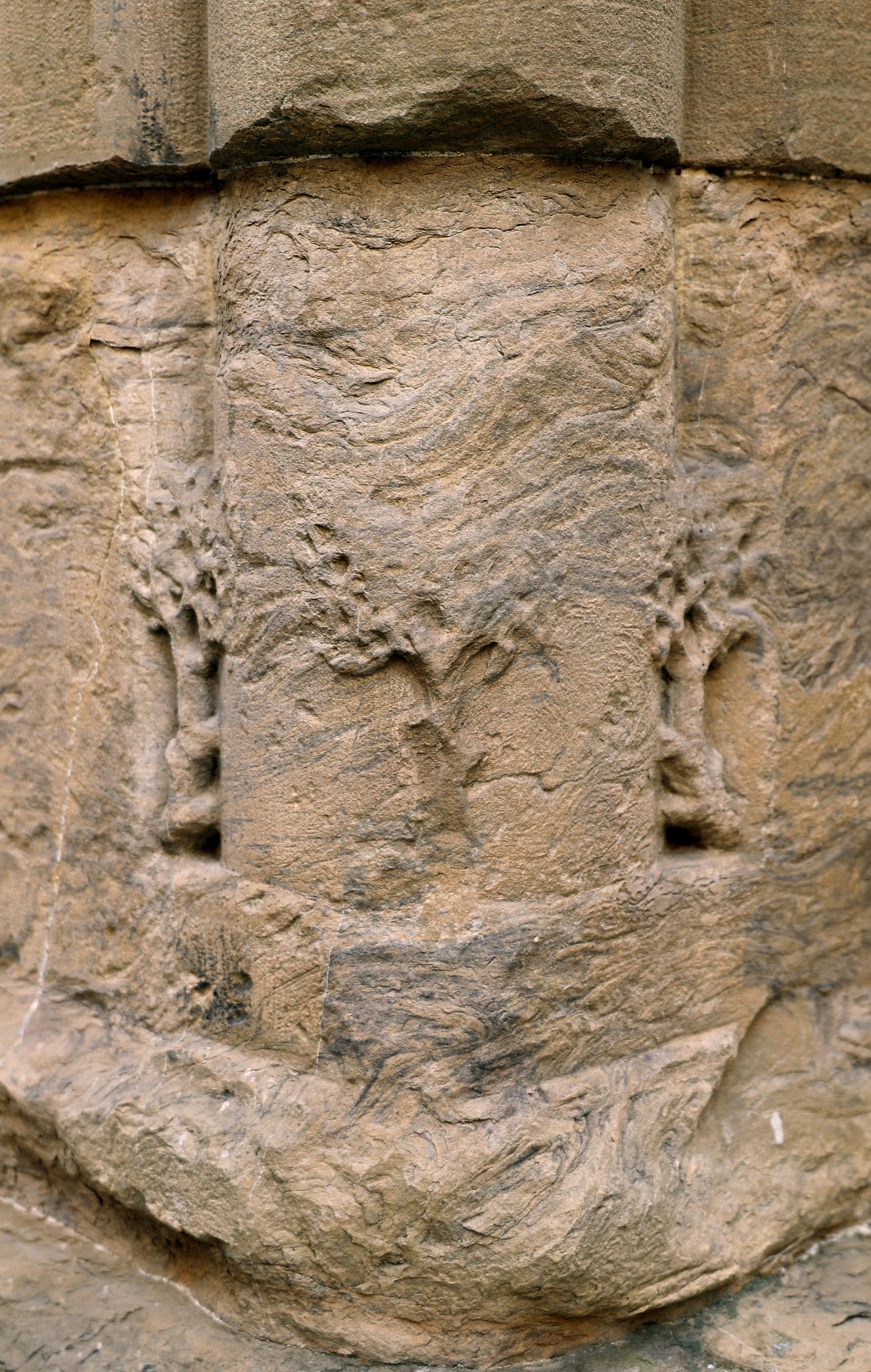
Inverno
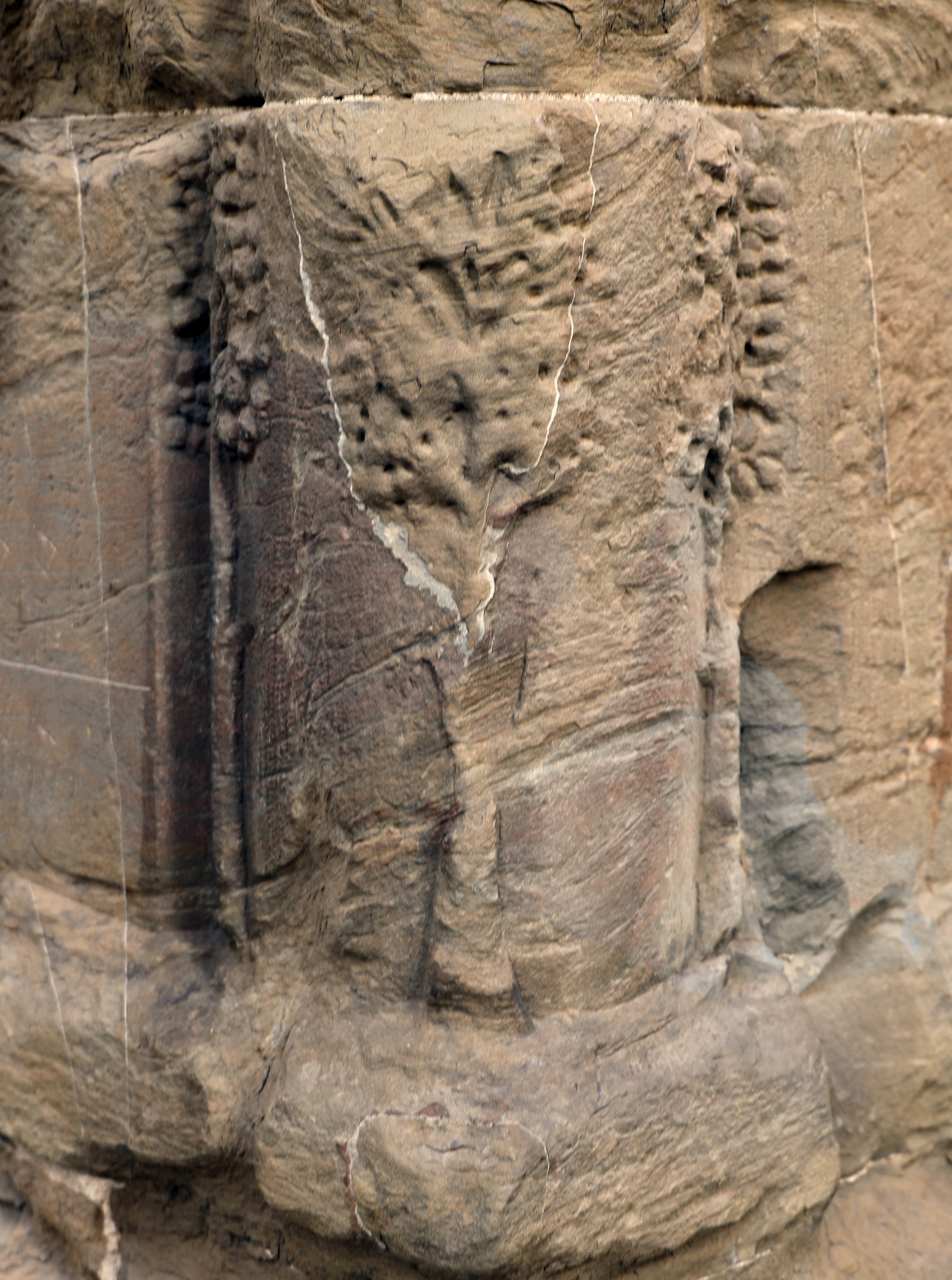
Primavera
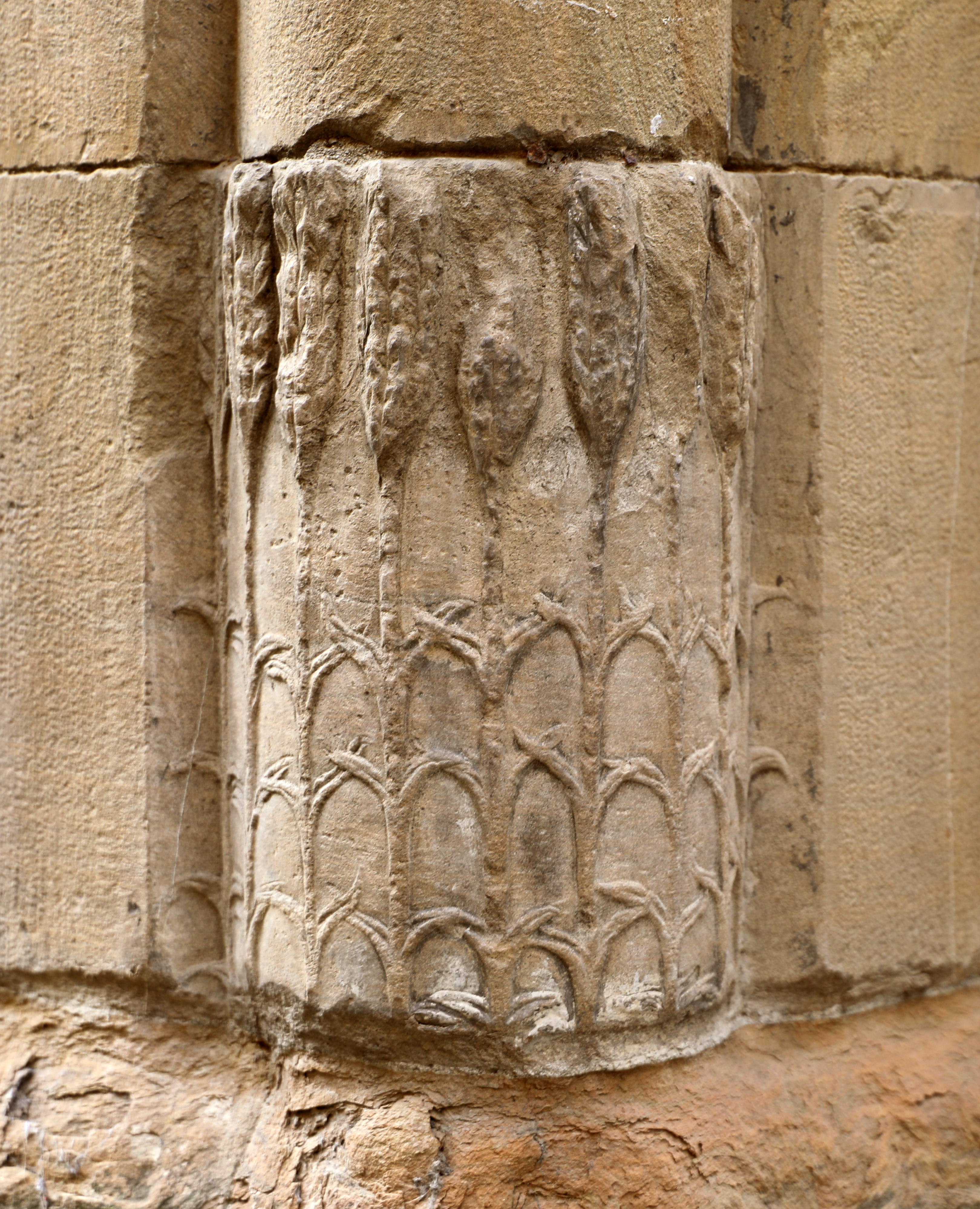
Estate
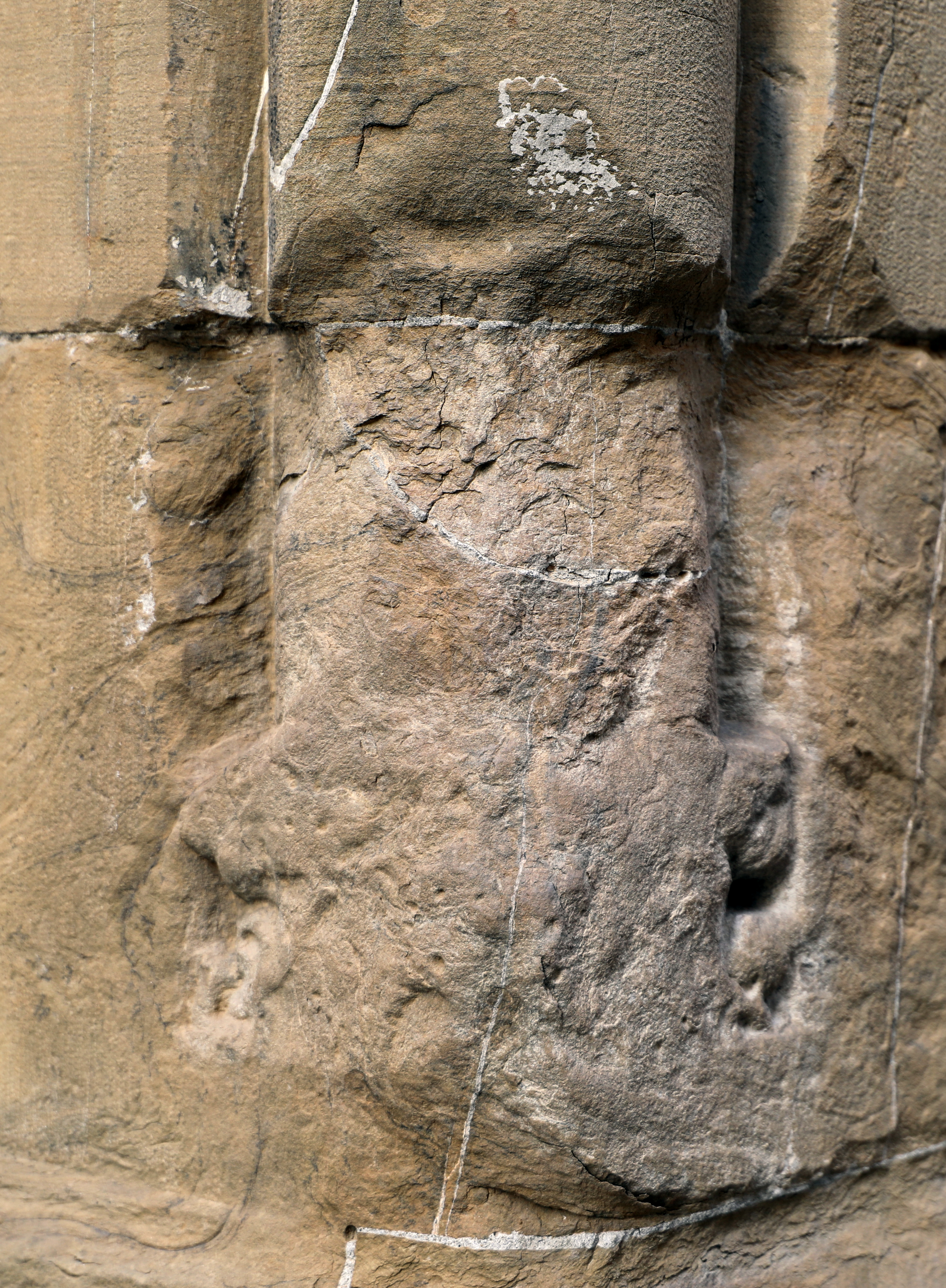
Autunno

### I tabernacoli esterni
A partire dall'Ottocento sono state realizzate copie di alcune delle statue, le quali sono state messe al sicuro all'interno del museo al primo piano dell'edificio. Inoltre soltanto tre statue originali sono in bronzo: quelle della Arti più ricche (Calimala, del Cambio e della Lana), dato che il costo di una statua bronzea era almeno 10 volte più alto di quello di una statua in marmo. Le copie però furono a volte realizzate in un materiale diverso da quello originario: tra la fine del Settecento e l'inizio dell'Ottocento infatti si reputava disarmonico l'accostamento fra marmo e bronzo, per cui si era provveduto a fare copie in bronzo invece che in marmo e si era addirittura arrivati ad annerire con delle sostanze oleose alcune statue in marmo per ottenere uniformità, un procedimento scriteriato che ha macchiato irrevocabilmente alcune delle statue (soprattutto il San Jacopo del Lamberti).
| Rif. | Img | Lato via        | Autore                                                                        | Statua                     | Rilievi                               | Materiale | Anno                                                | Altezza (cm) | Arte                        | Stato                                               |
| ---- | --- | --------------- | ----------------------------------------------------------------------------- | -------------------------- | ------------------------------------- | --------- | --------------------------------------------------- | ------------ | --------------------------- | --------------------------------------------------- |
| 1    |     | Arte della Lana | Lorenzo Ghiberti                                                              | San Matteo                 |                                       | bronzo    | 1419-1423                                           | 270          | Cambio                      | Copia, originale nel museo                          |
| 2    |     | Arte della Lana | Lorenzo Ghiberti                                                              | Santo Stefano              |                                       | bronzo    | 1427-1428                                           | 260          | Lana                        | Copia, originale nel museo                          |
| 3    |     | Arte della Lana | Nanni di Banco                                                                | Sant'Eligio                | Miracolo del cavallo risanato         | marmo     | 1417-1421                                           | 240          | Fabbri                      | Copia, originale nel museo                          |
| 4    |     | Lamberti        | Donatello                                                                     | San Marco                  |                                       | marmo     | 1411-1413                                           | 248          | Linaioli e Rigattieri       | Copia, originale nel museo                          |
| 5    |     | Lamberti        | Niccolò di Pietro Lamberti (?)                                                | San Jacopo                 | Decollazione di San Giacomo           | marmo     | 1410-1422                                           | 213          | Pellicciai                  | Copia, originale nel museo                          |
| 6    |     | Lamberti        | Piero di Giovanni Tedesco (attr.)                                             | Madonna della Rosa         |                                       | marmo     | 1399 circa                                          | 220          | Medici e Speziali           | Copia, originale nel museo                          |
| 7    |     | Lamberti        | Baccio da Montelupo                                                           | San Giovanni Evangelista   |                                       | bronzo    | 1515                                                | 266          | Seta                        | Copia, originale nel museo                          |
| 8    |     | Calzaiuoli      | Lorenzo Ghiberti                                                              | San Giovanni Battista      |                                       | bronzo    | 1412-1416                                           | 268          | Calimala                    | Copia, originale nel museo                          |
| 9    |     | Calzaiuoli      | Andrea del Verrocchio (gruppo statuario) Donatello e Michelozzo (tabernacolo) | Incredulità di San Tommaso |                                       | bronzo    | 1467-1483 (gruppo statuario) 1423 ca. (tabernacolo) | 241 e 203    | Tribunale della Mercanzia   | Copia, originale nel museo                          |
| 10   |     | Calzaiuoli      | Giambologna                                                                   | San Luca                   |                                       | bronzo    | 1597-1602                                           | 273          | Giudici e Notai             | Copia, originale nel cortile del Museo del Bargello |
| 11   |     | Orsanmichele    | Filippo Brunelleschi e Donatello                                              | San Pietro                 |                                       | marmo     | 1408-1413                                           | 243          | Beccai                      | Copia, originale nel museo                          |
| 12   |     | Orsanmichele    | Nanni di Banco                                                                | San Filippo                |                                       | marmo     | 1410-1412                                           | 250          | Calzaiuoli                  | Copia, originale nel museo                          |
| 13   |     | Orsanmichele    | Nanni di Banco                                                                | Quattro Santi Coronati     | I santi intenti all'opera di scultore | marmo     | 1409-1417                                           | 203          | Maestri di Pietra e Legname | Copia, originale nel museo                          |
| 14   |     | Orsanmichele    | Donatello                                                                     | San Giorgio                | San Giorgio libera la principessa     | marmo     | 1415-1417                                           | 209          | Arte dei Corazzai e Spadai  | Copia, originale nel Museo del Bargello             |

### I tondi

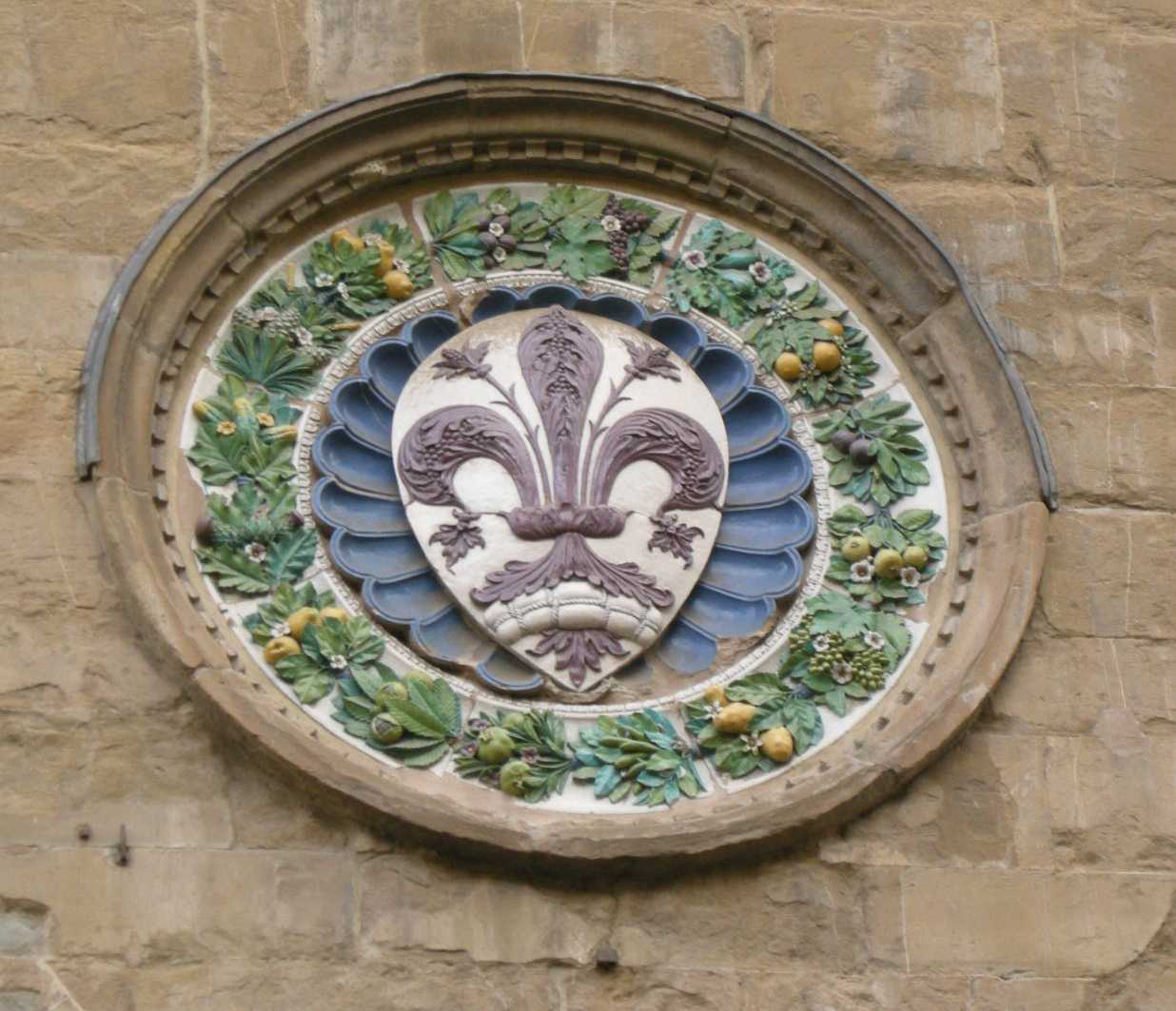
Tondo con stemma di Firenze di Luca della Robbia

Sopra ciascun tabernacolo, in alto, si trovano una serie di grandi medaglioni dove l'arte proprietaria del tabernacolo sottostante inseriva il proprio stemma. Questo poteva essere ad affresco o in terracotta policroma invetriata: mentre i primi sono ormai quasi tutti illeggibili, i secondi sono ancora ben visibili e spesso di grande pregio.
Sul tabernacolo del Tribunale di Mercatanzia si trova un giglio di Firenze entro una ghirlanda fatto da Luca della Robbia nel 1463. Anche i medaglioni dell'Arte dei Giudici e Notai e dell'arte dei Maestri di Pietra e Legname sono di Luca della Robbia (il secondo non è a rilievo), mentre quello dell'Arte della Seta, con due cherubini che reggono lo stemma, è di suo nipote Andrea.
Il tondo con lo stemma dell'Arte dei Beccai non è rinascimentale: esso venne fatto in stile nel 1858 dalla Manifattura di porcellane Ginori, a spese dei macellai di Firenze, in onore ai loro colleghi antenati.

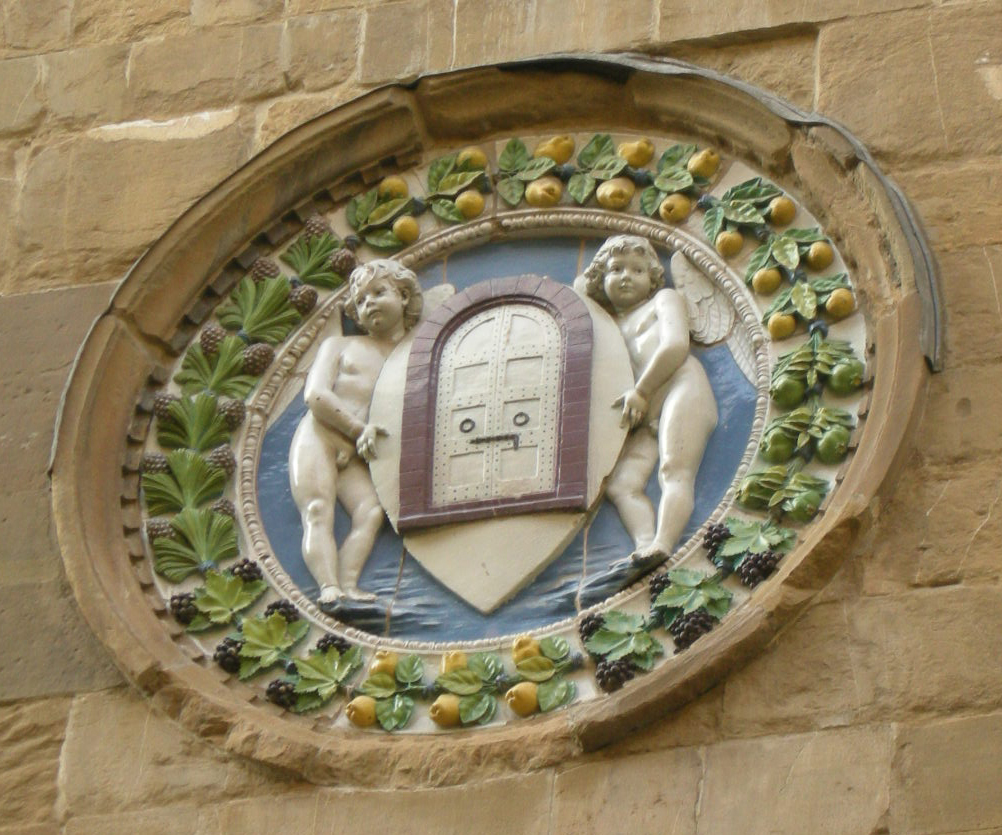
Stemma dell'Arte della Seta di Andrea della Robbia
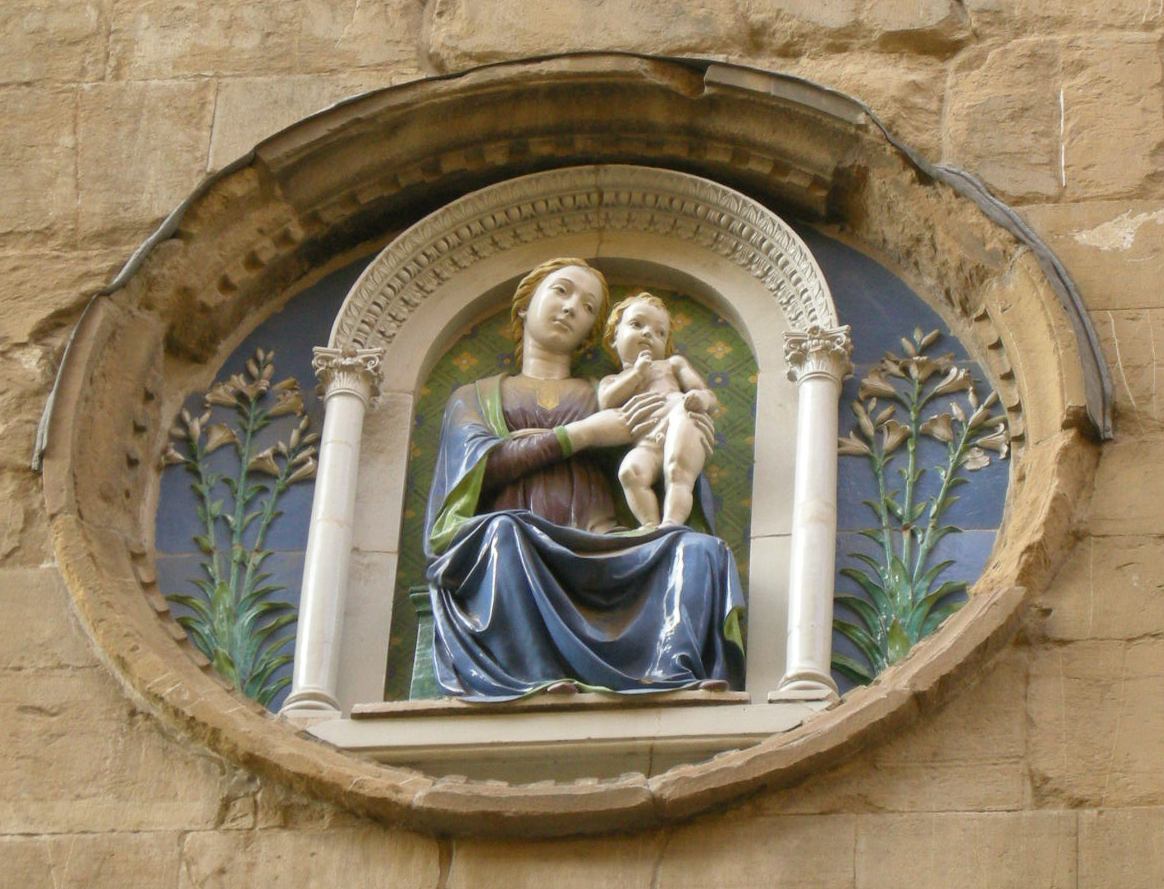
Stemma dell'Arte dei Medici e Speziali di Luca della Robbia
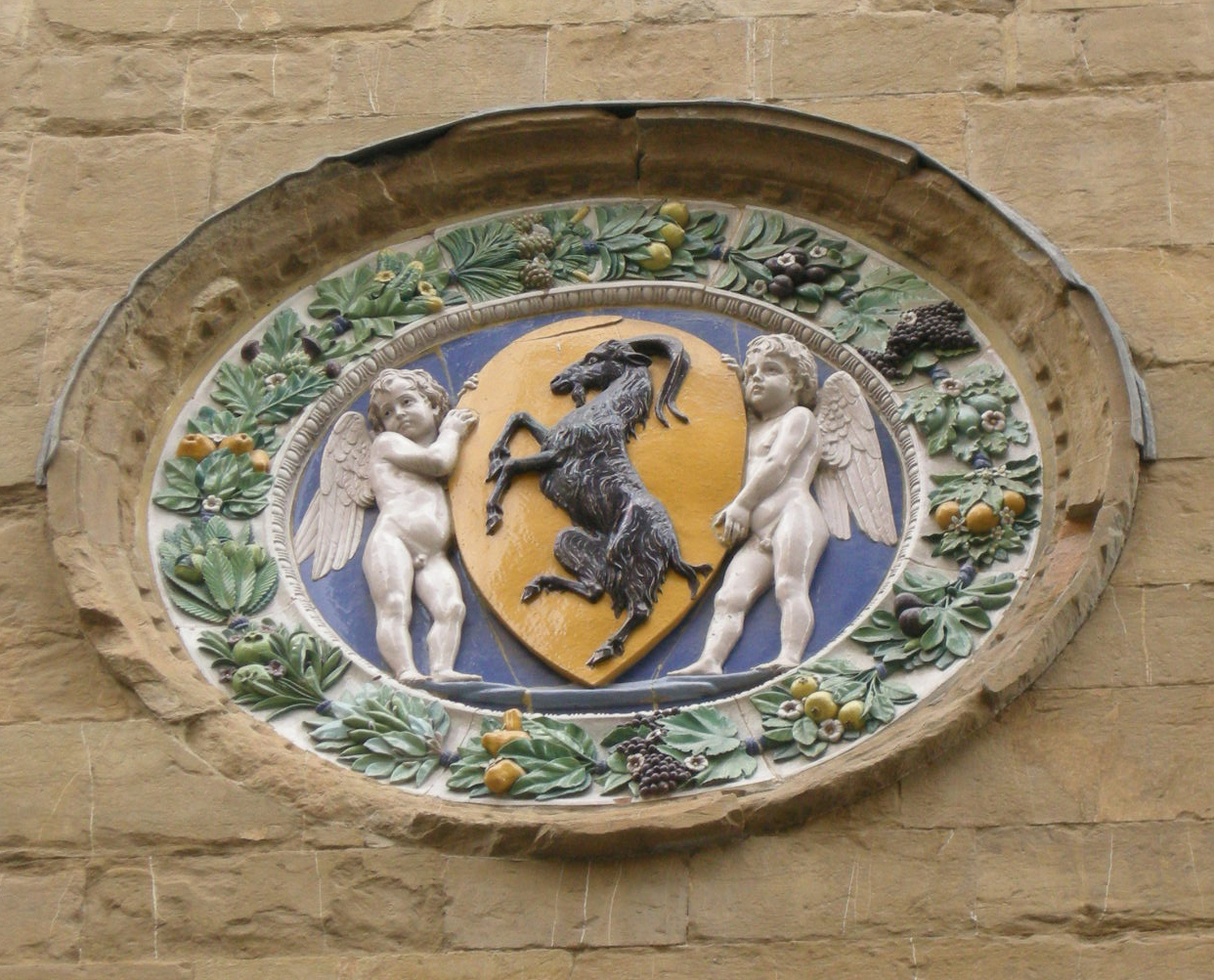
Stemma dell'Arte dei Beccai della Manifattura Ginori
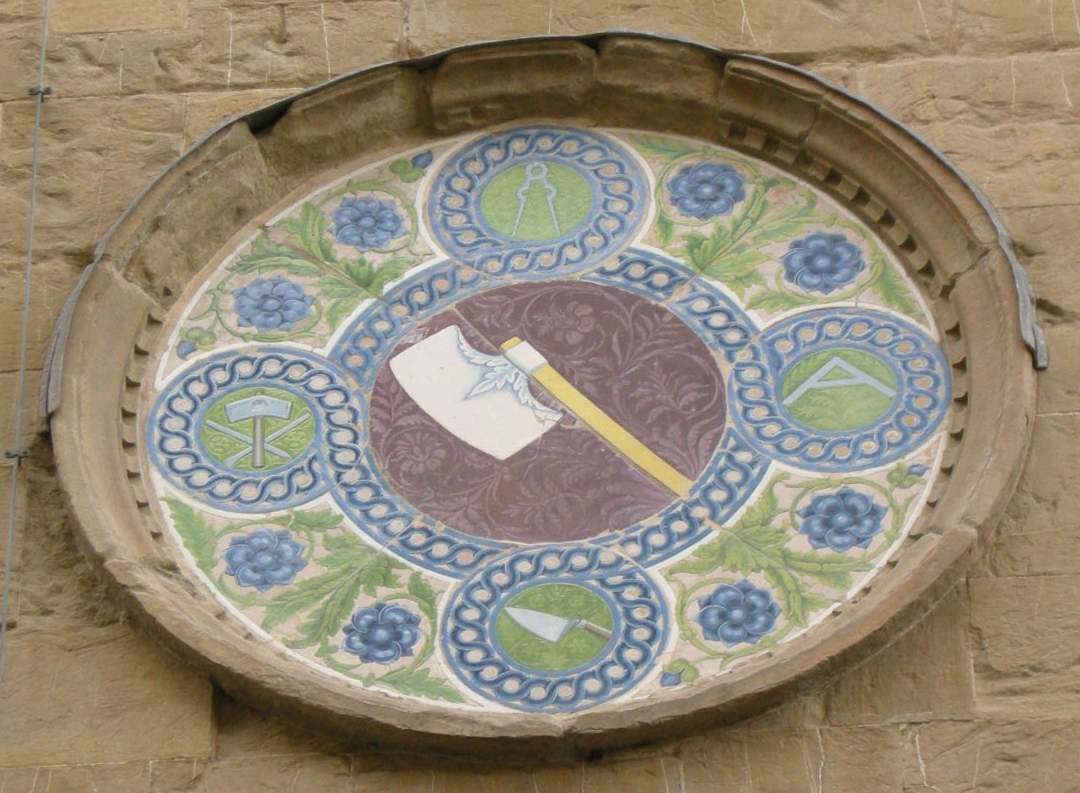
Stemma dell'Arte dei Maestri di Pietra e Legname di Luca della Robbia

### Interno

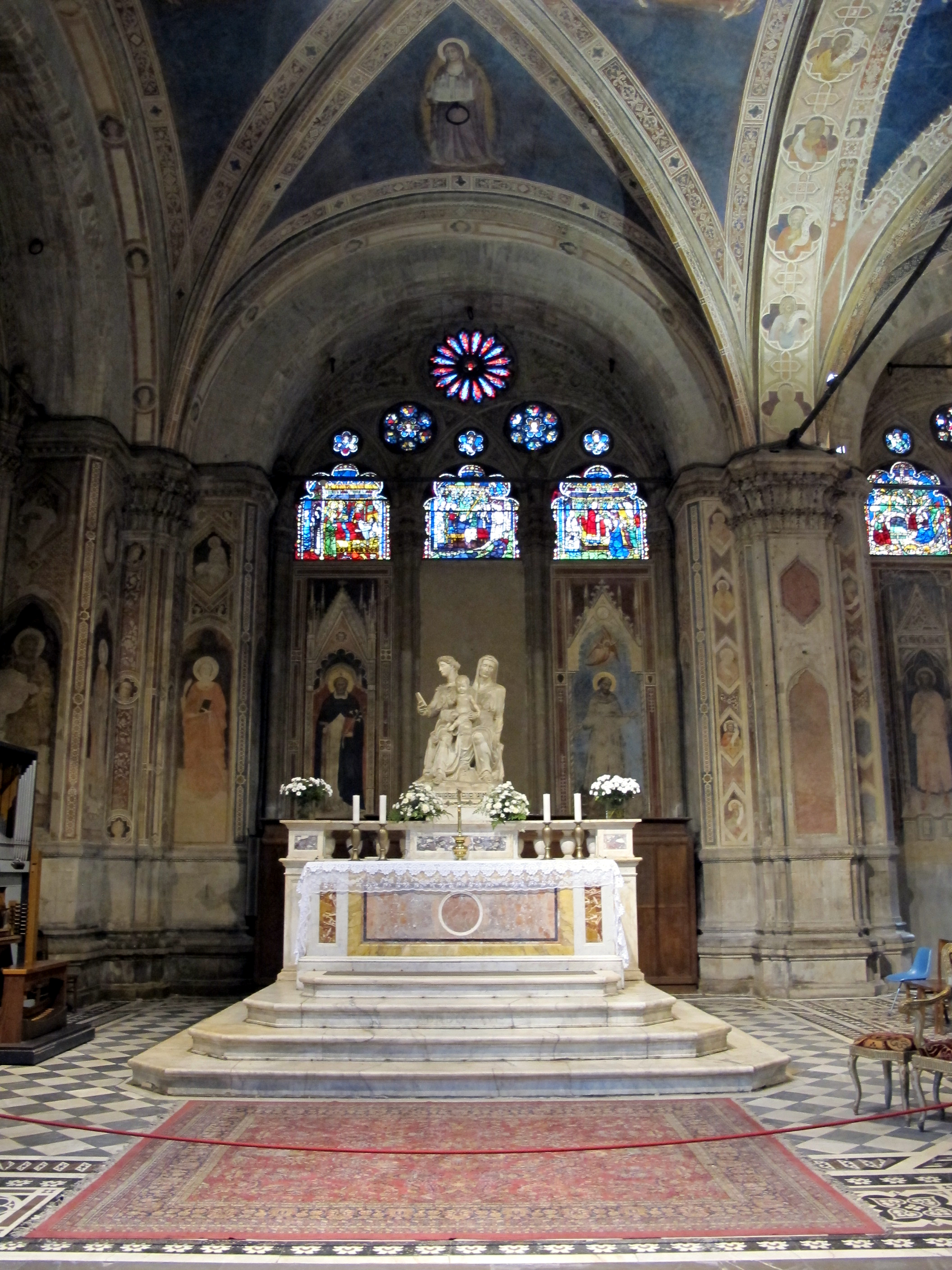
L'altare di Sant'Anna

#### Altari
L'altare di sinistra presenta il gruppo marmoreo di Sant'Anna, la Madonna e il Bambino di Francesco da Sangallo (1526 circa). Esso sostituì un'immagine dipinta, commissionata dalla Signoria, in ringraziamento per la cacciata da Firenze di Gualtieri VI di Brienne, il Duca d'Atene.
Nel lato opposto si trova il tabernacolo costruito da Andrea Orcagna tra il 1349 e il 1359 per ospitare la Vergine col Bambino e gli Angeli (dipinto di Bernardo Daddi del 1347), che sostituiva un'immagine miracolosa, la Madonna di Orsanmichele (di Ugolino di Nerio) un tempo collocata sui pilastri della prima loggia e probabilmente bruciata nell'incendio del 1304. Il tabernacolo è un fastoso baldacchino con intarsi marmorei colorati, dorature e minute decorazioni geometriche. L'edicola è sorretta da quattro pilastri con colonnine tortili, sui quali si impostano archi a tutto sesto, cuspidi triangolari e pinnacoli. Il basamento è decorato da formelle a altorilievo con Virtù e storie di Maria; la parte posteriore invece è decorata da un unico, grande bassorilievo col Transito e Assunzione della Vergine, dove si trova anche la firma dell'artista, che si qualifica "archimagister" e la data 1359. Sui pilastri e sulla fascia orizzontale superiore si trovano alcune statuette e mezze figure a rilievo, con angeli, profeti, sibille, virtù e apostoli. La cupoletta ovoidale è decorata al vertice da un rilievo del Redentore.
Il recinto marmoreo, con grate in bronzo, colonnine tortili agli angoli e angeli reggicandela, è opera di Pietro Migliore del 1366.

#### Affreschi e tavole

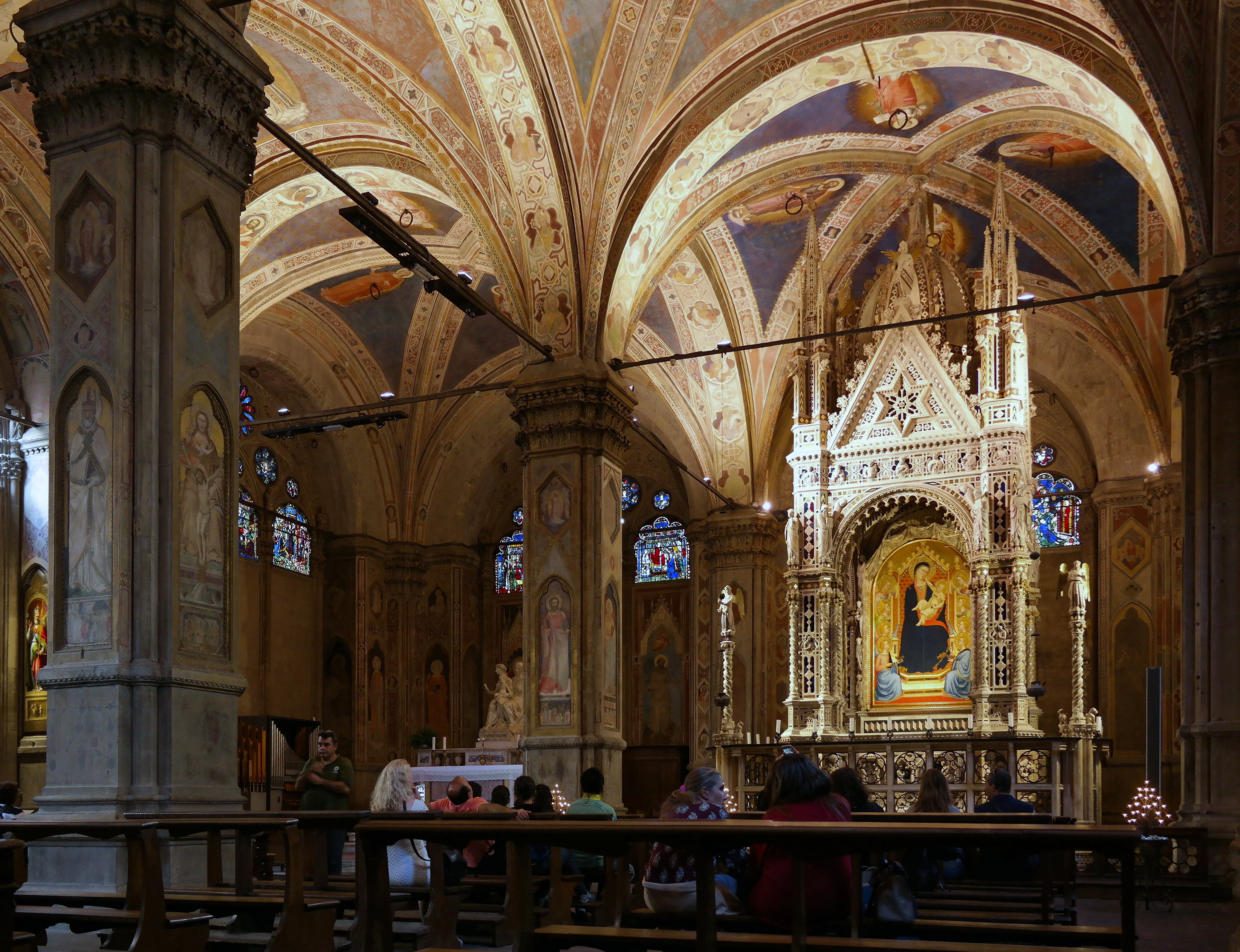
L'interno

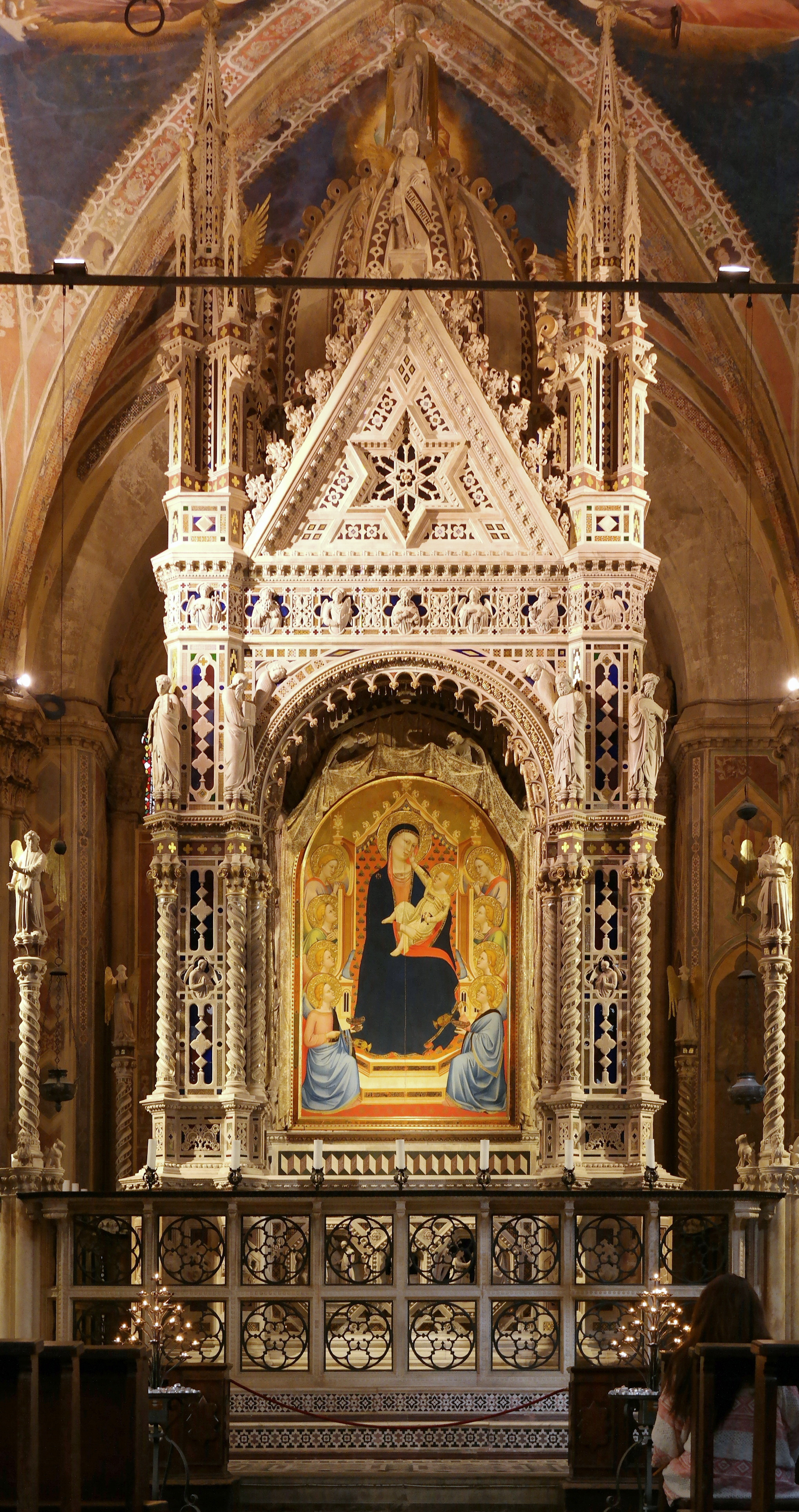
Il tabernacolo dell'Orcagna con la Madonna col Bambino in trono di Bernardo Daddi

All'interno molti affreschi della fine del XIV secolo (ricoperti da un'intonacatura nel XVIII secolo e riscoperti durante i restauri del XIX secolo) ornano i pilastri, alcune delle pareti e gli spicchi delle volte. Il ciclo pittorico delle volte, eseguito nel 1398-1399 rappresenta personaggi dell'Antico e del Nuovo Testamento, secondo un programma iconografico concepito da Franco Sacchetti. La prima campata della navata sinistra ha le volte affrescate a Lorenzo di Bicci (per attribuzione), con le figure di Eva, Rachele, Rebecca e Sara; la seconda campata di destra presenta Giuda Maccabeo e David attribuiti a Ambrogio di Baldese e Mosè e Giosuè a Spinello Aretino; le due campate sugli altari hanno affreschi attribuiti a Mariotto di Nardo, con Padre eterno e tre Santi e Vergine con tre sante.
Il perimetro delle pareti e i pilastri sono decorati da molte figure. Partendo dal portale destro d'entrata e procedendo in senso antiorario si incontrano:
Nella parete destra 
- San Michele Arcangelo
- San Giovanni Battista
- San Nicola da Tolentino
- San Giuliano
- San Giorgio
- San Giovanni Evangelista
- San Matteo, di Lorenzo di Bicci, (1375-1380)
- San Giovanni Evangelista (bis)
- Sant'Agostino
- San Giovanni Evangelista (ter), di Niccolò di Pietro Gerini
- San Barnaba, di Cenni di Francesco (1395-1400)
- Santa Lucia, di Cenni di Francesco (1395-1400)
- Santa Viridiana, di Cenni di Francesco (1395-1400)

Nella parete di fondo:
- San Filippo
- San Francesco, di Mariotto di Nardo (1398)
- Sant'Agostino, di Niccolò di Pietro Gerini
- San Domenico

Nella parete sinistra
- Santa Caterina delle Ruote
- Sant'Anna
- San Pietro
- San Giuliano
- San Jacopo
- San Martino (su tavola), di Giovanni Antonio Sogliani
- Santo Stefano (su tavola), di Francesco Morandini detto il Poppi
- Quattro santi coronati
- San Bartolomeo (su tavola), di Lorenzo di Credi, degli anni settanta del Quattrocento, in cui il pittore recupera, da una parte, la monumentalità delle statue poste nei tabernacoli esterni, dall'altra assegna alla figura un'affabilità devozionale a cui si aggiunge l'arccorgimento prospettico per il quale, con il piede proteso in avanti, sembra apprestarsi ad uscire dalla nicchia.[5]
- San Giuliano (bis, su tavola), di Jacopo del Sellaio
- San Zanobi
- Santo Stefano

Sul primo pilastro centrale:
- San Zanobi
- Santissima Trinità, di Niccolò Gerini (1400-1410)
- Santissima Annunziata, di Niccolò Gerini (1400-1410)
- San Martino, di Niccolò Gerini (1400-1410)

Sul secondo pilastro centrale:
- San Bartolomeo, di Giovanni Bonsi (1355-1360)
- San Lorenzo, di Taddeo Gaddi
- Buon Ladrone, di Niccolò Gerini (1400-1410)
- Maria Maddalena, di Niccolò Gerini (1400-1410)

#### Vetrate

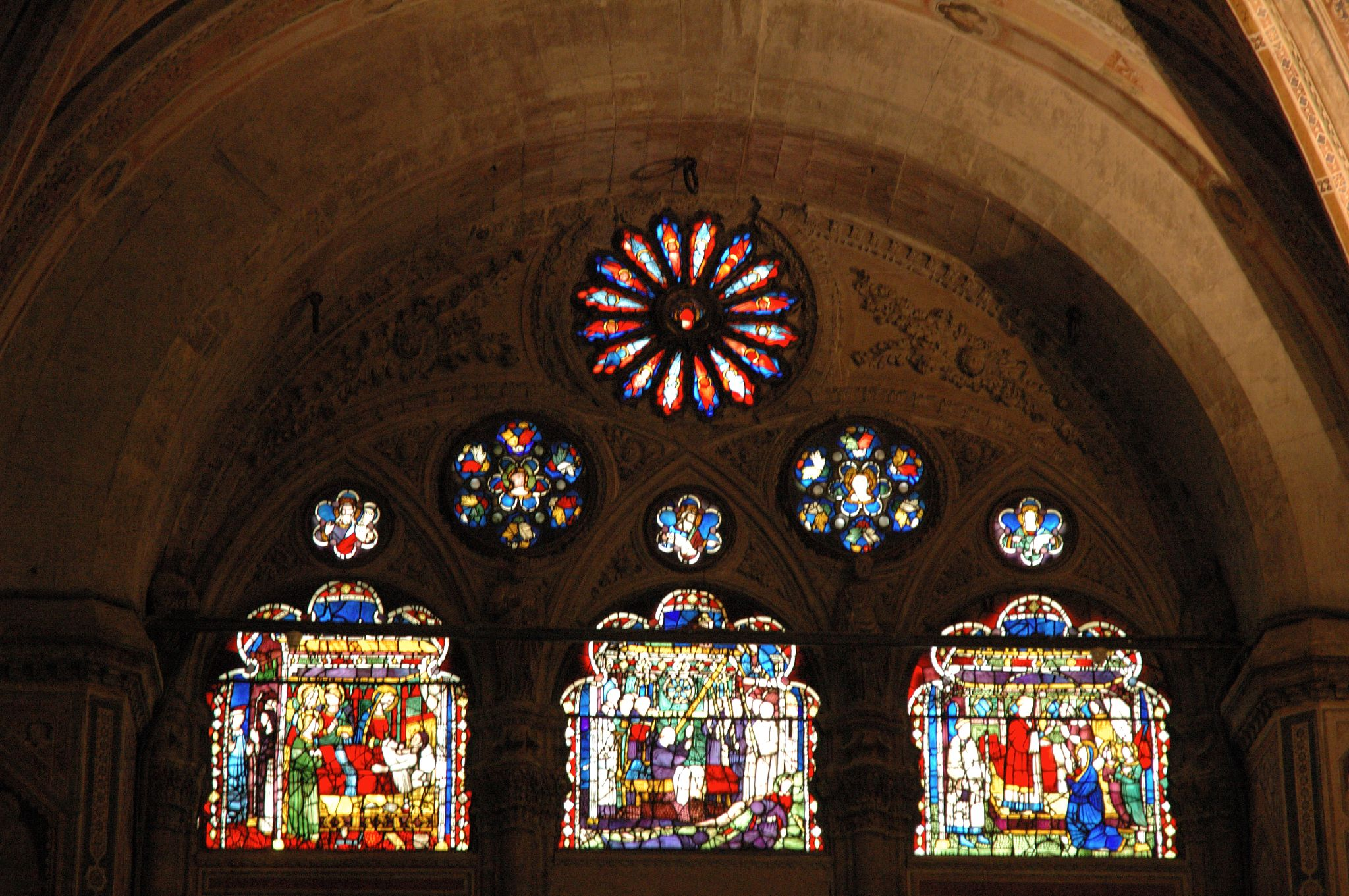
Vetrate con Miracolo della badessa peccatrice, del sacrestano annegato e Ultima comunione a una donna morente

Le vetrate sulle lunette delle trifore compongono un ciclo con Storie e miracoli della Vergine e dell'immagine miracolosa della Madonna di Orsanmichele, composte in due fasi: la prima dal maestro vetraio Leonardo di Simone nel 1380-1400 circa, coi disegni di Agnolo Gaddi, Niccolò Gerini e Giovanni del Biondo, a cui seguì la vetrata erratica di Niccolò di Piero Tedesco su disegno di Lorenzo Monaco e una seconda fase con Francesco di Giovanni Lastra e Bernardo di Francesco su disegno di Lorenzo Ghiberti (1429-1432). Le vetrate di Orsanmichele, a differenza di altri importanti cicli fiorentini come quello di Santa Croce, hanno subito restauri relativamente poco invasivi, e possono dirsi in massima parte originali.
Elenco delle scene
Dall'angolo nord-est, in senso antiorario
1. Angeli musicanti (porta sinistra), di Lorenzo Ghiberti
2. Vetrata moderna (porta destra)
3. Presentazione della Vergine al Tempio (prima trifora sud), di Lorenzo Ghiberti
4. Presentazione di Gesù al Tempio (prima trifora sud), di Lorenzo Ghiberti
5. Assunzione della Vergine (seconda trifora sud), di Lorenzo Ghiberti
6. Rinuncia ai beni terreni (terza trifora sud), attr. a Giovanni del Biondo
7. Miracolo del ladro Ebbo ingiustamente accusato (terza trifora sud), attr. a Giovanni del Biondo
8. Prova del fuoco al mercato del grano (terza trifora sud), attr. a Giovanni del Biondo
9. Riposo durante la fuga in Egitto (trifora sud destra), attr. a Niccolò Gerini
10. Miracolo della neve (trifora sud destra), attr. a Niccolò Gerini
11. Salvataggio dell'anima di un annegato (trifora sud destra) , attr. a Niccolò Gerini
12. Miracolo della badessa peccatrice (trifora sud sinistra), attr. a Niccolò Gerini
13. Miracolo del sagrestano annegato (trifora sud sinistra), attr. a Niccolò Gerini
14. Ultima comunione di una donna morente (trifora sud sinistra), attr. a Niccolò Gerini
15. Miracolo del bimbo nato nero (terza trifora nord), attr. ad Agnolo Gaddi
16. Miracolo della mano amputata di "papa Leone" (terza trifora nord), attr. ad Agnolo Gaddi
17. Miracolo del bambino annegato (terza trifora nord), attr. ad Agnolo Gaddi
18. Annuncio a Gioacchino (seconda trifora sud), di Lorenzo Monaco

#### Organo a canne
Alla sinistra dell'altare di Sant'Anna, si trova l'organo a canne Tamburini opus 701, costruito nel 1975.
Lo strumento è a trasmissione integralmente meccanica ed è in parte racchiuso all'interno di una semplice cassa lignea, con mostra costituita da canne di principale. La consolle, con due tastiere e pedaliera, è a finestra; alla sua sinistra si trova il comando del tremolo, alla destra, su due colonne, le manette a scorrimento laterale che azionano i vari registri e le unioni.

## Opere già in Orsanmichele
- Orcagna e Jacopo di Cione, Trittico di san Matteo (1367-1368 circa), oggi agli Uffizi.

## Bibliografia

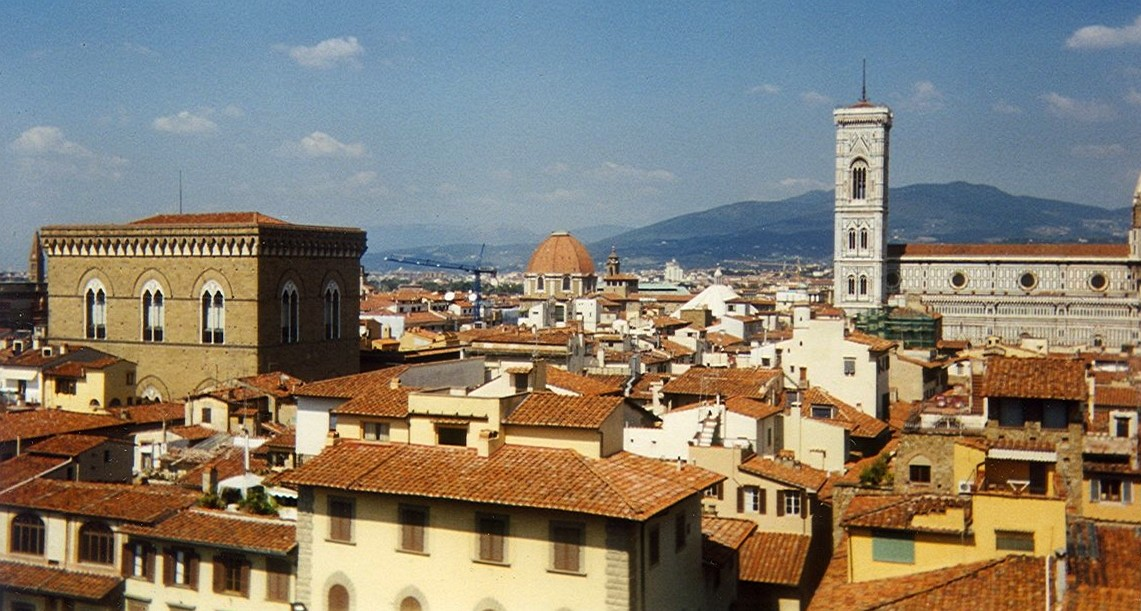
Centro storico di Firenze, con Orsanmichele a sinistra